# Курбанов, Анвар Сарманович
Анвар Сарманович Курбанов (узб. Qurbonov Anvar Sarmanovich; род. в 1948 году, Гулистанский район, Сырдарьинской область, Узбекская ССР) — узбекский строитель, мастер, бригадир передвижной механизированной колонны № 49 АО «Сырдарьяоблколхозстрой» Сырдарьинской области. В 1998 году награждён званием Герой Узбекистана.

## Биография
Анвар Курбанов родился в 1948 году в Сырдарьинской области.
В 1969 году начал трудовую деятельность каменщиком строительной роты № 60 Гулистанского района. С 1975 года работает мастером строительства 3-й механизированной колонны того же района. С 1981 года по 1998 год занимал должность начальника бригады механизированной колонны № 49 «Сырдарьяоблколхозстрой». В 1998 году назначен начальником бригады СМУ №4 Гулистанского района. В 2000 году избран председателем профсоюза этой организации.
Анвар Курбанов принимал активное участие в строительстве многих крупных архитектурных сооружений, таких как 5-й район Гулистана, Центр духовности и просвещения, бассейн, спортивный комплекс «Алпомиш», Дворец бокса, региональное отделение Центрального банка Российской Федерации. 

## Награды
Герой Узбекистана (1998 год)